# Bertie Fulton
Robert Patrick Fulton (né le 6 novembre 1906 à Larne et mort le 5 mai 1979 dans la même ville) est un footballeur international nord-irlandais évoluant en position d’arrière latéral gauche.
Fulton dispute les Jeux olympiques d'été de 1936 avec l’Équipe de Grande-Bretagne de football.

## Carrière

### En club
Robert Fulton joue dans trois championnats : en Irlande du Nord dans les équipes du Larne Football Club et du Belfast Celtic Football Club, en Irlande au Dundalk Football Club et en Angleterre dans le club amateur du London Caledonians.

### En équipe nationale
Robert Fulton porte à 21 reprises le maillot de l’équipe d'Irlande entre 1928 et 1938. Il représente la Grande-Bretagne aux Jeux olympiques d'été de 1936 à Berlin, jouant deux matchs du tournoi olympique,.